# Sarah Morton
Pour les articles homonymes, voir Morton.
Sarah Jane Mahina-A-Rangi Morton née le 28 août 1998 à Tikokino, région de Hawke's Bay, est une footballeuse internationale néo-zélandaise. Elle évolue au poste de défenseuse et joue au club de Western Springs AFC.

## Carrière

### Carrière internationale
Elle participe à la Coupe du monde des moins de 17 ans 2014, ainsi qu'aux Coupes du monde des moins de 20 ans en 2016 et 2018. 
Elle obtient sa première sélection en équipe nationale A lors d'un match contre le Japon, le 10 juin 2018  (défaite 1-3).
Avec l'équipe de Nouvelle-Zélande, elle remporte la Coupe d'Océanie en 2018, puis participe à la Coupe du monde 2019 organisée en France.

## Palmarès

### Palmarès en sélection
- Vainqueur de la Coupe d'Océanie en 2018 avec l'équipe de Nouvelle-Zélande